# Martina Bonaudi
Martina Bonaudi (* 13. April 2005) ist eine uruguayische Leichtathletin, die sich auf den Sprint spezialisiert hat.

## Sportliche Laufbahn
Erste internationale Erfahrungen sammelte Martina Bonaudi im Jahr 2021, als sie bei den U20-Südamerikameisterschaften in Lima in 12,38 s den siebten Platz im 100-Meter-Lauf belegte und über 200 Meter mit 25,37 s auf Rang sechs gelangte. Zudem belegte sie mit der uruguayischen 4-mal-100-Meter-Staffel in 49,09 s den vierten Platz. Anschließend siegte sie bei den U18-Südamerikameisterschaften in Encarnación in 57,39 s im 400-Meter-Lauf und belegte in 12,44 s den fünften Platz über 100 Meter. Zudem gelangte sie im 200-Meter-Lauf mit 2534 s auf Rang vier. Im Jahr darauf schied sie bei den Jugend-Südamerikaspielen in Rosario mit 60,05 s in der Vorrunde über 400 Meter aus und verpasste auch über 200 Meter mit 26,10 s den Finaleinzug. Zudem gewann sie mit der Mixed-Staffel über 4-mal 400 Meter in 3:42,38 min die Bronzemedaille. Anschließend belegte sie bei den U18-Südamerikameisterschaften in São Paulo in 25,39 s den fünften Platz über 200 Meter und verpasste mit 58,36 s den Finaleinzug über 400 Meter. 2023 schied sie bei den U20-Südamerikameisterschaften in Bogotá mit 25,75 s und 59,00 s jeweils im Vorlauf über 200 und 400 Meter aus und im Jahr darauf wurde sie bei den U20-Südamerikameisterschaften in Lima in 3:43,71 min Sechste in der Mixed-Staffel.
2023 wurde Bonaudi uruguayische Meisterin in der 4-mal-100-Meter-Staffel.

## Persönliche Bestzeiten
- 100 Meter: 12,25 s (+0,7 m/s), 28. August 2021 in Montevideo
- 200 Meter: 25,02 s (+0,7 m/s), 14. November 2021 in Montevideo
- 400 Meter: 57,39 s, 25. September 2021 in Encarnación